# بازمانده روز
بازماندهٔ روز (به انگلیسی: The Remains of the Day) سومین کتاب نوشتهٔ کازو ایشی گورو نویسندهٔ انگلیسی-ژاپنی است که در سال ۱۹۸۹ موفق شد جایزه بوکر را از آن نویسنده‌اش کند.
همانند دو رمان پیشین ایشی‌گورو، بازمانده روز هم از زبان اول شخص روایت می‌شود. آقای استیونز، راوی داستان، سرپیش‌خدمت خانه‌ای اشرافی در انگلستان است که خاطرات زندگی گذشته‌اش را در خلال اتفاقاتی که هم‌اکنون روی می‌دهد بازگو می‌کند. قسمت عمده داستان به رابطه حرفه‌ای و مهم‌تر از آن عاطفی استیونز با یکی از همکاران قدیمش، خانم کنتن سرخدمت‌کار خانه می‌پردازد.
ایشی گورو در سال ۲۰۱۴ در یادداشتی نوشت که پیش‌نویس بازماندهٔ روز را در چهار هفته نوشته است. او در این یادداشت از دو منبع کوچک الهام خود نیز نام برده است؛ فیلم مکالمه و شخصیتی که جین هکمن نقش آن را بازی می‌کند، و ترانهٔ آغوش رابی از تام ویتس.

## خلاصه داستان
بازمانده روز داستان آقای استیونز سرپیش‌خدمتی انگلیسی است که زندگی خود را وقف خدمت وفادارانه به لرد دارلینگتون کرده‌است. داستان با رسیدن نامه‌ای از یک همکار قدیمی شروع می‌شود. در این نامه خانم کنتن از زندگی زناشویی خود می‌گوید که استیونز آن را حمل بر نارضایتی او از ازدواجش می‌کند. همزمان با رسیدن نامه موقعیتی برای استیونز پیش می‌آید که بتواند به بهانه تحقیق دربارهٔ استخدام مجدد خانم کنتن، دوباره برگردد سراغ رابطه‌ای که زمانی آن را بسیار دوست می‌داشته‌است. ارباب جدید خانه، آمریکایی ثروتمندی به نام فارادی او را تشویق می‌کند که ماشین را بردارد و برود به مرخصی‌ای که بی‌شک استحقاقش را دارد. این سفر فرصتی می‌شود برای استیونز که وفاداری تزلزل‌ناپذیرش به لرد دالینگتون، معنای و مفهوم «تشخص» و حتی رابطه خودش با پدرش را مورد بازاندیشی قرار دهد. دست آخر، استیونز مجبور می‌شود که به مفهوم واقعی رابطه‌اش با خانم کنتن بیندیشد. هر چه کتاب پیش می‌رود نشانه‌های عشق خانم کنتن به آقای استیونز، و تمایل متقابل او، آشکار می‌شود.
در سال‌های پیش از جنگ جهانی دوم، زمانی که این دو دوشادوش هم کار می‌کنند، از اعتراف به عشقشان نسبت به یکدیگر طفره می‌روند. تمام مکالمه‌هایی که یادآوری می‌شوند نشان از رابطه‌ای حرفه‌ای دارند که گاهی به مرز عشق و علاقه نزدیک می‌شوند اما هرگز از آن عبور نمی‌کنند.
بعداً مشخص می‌شود که خانم کنتن بیست سالی است که ازدواج کرده و حالا دیگر نه خانم کنتن که خانم بن خوانده می‌شود. خانم بن اعتراف می‌کند که گاهی به این فکر می‌کند که زندگی با آقای استیونز چگونه می‌توانست باشد اما حالا دیگر شوهرش را دوست دارد و در انتظار تولد اولین نوه‌اش است. استیونز به فرصت‌های از دست‌رفته می‌اندیشد، هم با خانم کنتن و هم با اربابش لرد دارلینگتون. در پایان داستان، استیونز به آنچه از روز بازمانده می‌پردازد که اشاره‌ای است به آینده او در خدمت به آقای فارادی.

## بن‌مایه‌ها

### تشخص
مهم‌ترین جنبه زندگی استیونز تشخص او به عنوان یک سرپیش‌خدمت انگلیسی است. برای استیونز جلوه‌هایی از تشخص ناب، به خصوص در مواقع دشوار و حساس، است که یک «سرپیش‌خدمت ممتاز» را می‌سازد. از همین رو، استیونز برای حفاظت از هویتش، پیوسته حس تشخصی درونی و بیرونی را حفظ می‌کند.
البته این فلسفه تشخص بسیار زندگی او را تحت تأثیر قرار می‌دهد به خصوص در زمینه محدودیت‌های اجتماعی، وفاداری و سیاست، عشق و رابطه‌های عاطفی. با حفاظت از تشخص به قیمت فدا کردن چنین احساساتی استیونز به نوعی حس انسانیت خود را به مفهوم شخصی آن از دست می‌دهد. دغدغه اصلی استیونز در خلال داستان نحوه ارتباط این تشخص با تجربه‌های شخصی‌اش است و همین‌طور نقشی که در گذشته، حال و آینده‌اش ایفا می‌کند.

### شوخ‌طبعی
شوخ‌طبعی بن‌مایه‌ای مرکزی و بنیادی در این رمان است. در ابتدای داستان استیونز این را به عنوان وظیفه‌ای معرفی می‌کند که برای راضی کردن آقای فارادی باید آن را به نحو احسن انجام دهد. او این وظیفه جدید را بسیار جدی دنبال می‌کند. به آن می‌اندیشد، در اتاقش آن را تمرین می‌کند و برای پیشرفت شم طنزش به برنامه‌ای رادیویی با عنوان «دو بار در هفته یا بیشتر» گوش می‌دهد. او شوخ‌طبعی را روی کسانی که باایشان برخورد می‌کند (مثلاً محلی‌های مهمان‌خانه‌ای در نزدیکی تانتون) تمرین می‌کند اما توفیقی نمی‌یابد. او از این بابت عصبی و درمانده می‌شود اما متوجه نمی‌شود که خرابی کار ناشی از نحوه اجرای اوست. اهمیت واقعی شوخ‌طبعی وقتی معلوم می‌شود که در پایان داستان استیونز به سرپیش‌خدمتی بازنشسته برمی‌خورد که سر صحبت را با او باز می‌کند و به او توصیه می‌کند از ایام پیری‌اش لذت ببرد. بعد از آن استیونز با دیدی مثبت به هیاهوی افراد اطرافش گوش می‌دهد و درمی‌یابد که شوخ‌طبعی کلید خوش‌رویی بشر است.

### محدودیت‌های اجتماعی
داستان شرایط استیونز را صرفاً به عنوان چیزی شخصی مطرح نمی‌کند. به وضوح اینطور به نظر می‌رسد که موقعیت استیونز به عنوان سرپیش‌خدمت به تدریج امکان داشتن یک زندگی عاطفی راضی‌کننده را از او گرفته‌است. پدرش می‌میرد، و استیونز چنان نگران انجام بی‌عیب و نقص وظایف سرپیش‌خدمتی است که فرصت عزاداری ندارد (چیزی که بعداً با بسی افتخار از آن یاد می‌کند). همچنین استیونز ناتوان از بیان احساسات دربارهٔ مسایل شخصی است چرا که بیان چنین عواطفی تشخصش را در معرض خطر قرار می‌دهد.

### وفاداری و سیاست
در طول کتاب استیونز کاملاً وفادار به لرد دارلینگتونی تصویر می‌شود که برخورد دوستانه او با آلمان، از طریق دوستی‌اش با خانم چارلز بارنت، منجر به ارتباط نزدیکش با سازمان‌های راست افراطی مثل سیاه‌پوشان متعلق به سر اسوالد موزلی می‌شود. به همین دلیل او دو نفر از خدمه خانه که یهودی هستند را مرخص می‌کند (که بعداً از این بابت ابراز تأسف می‌کند) او همچنین با دیپلمات‌های انگلیسی و آلمانی در ارتباط است. در فصل «روز چهارم - بعد از ظهر» شرح ملاقاتی بین نخست‌وزیر و سفیر آلمان در یکی از اتاق‌های سرای دارلینگتون داده می‌شود. برای استیونز بسیار مشکل است بپذیرد که اربابش ممکن است اشتباه کند چرا که تربیت و اصالت لرد دارلینگتون نوعی تشخص برایش ایجاد می‌کند که رو را فراتر از استیونز قرار می‌دهد.

### عشق و رابطه‌های عاطفی
به نظر می‌آید استیوتز تا حدودی به احساسات خانم کنتن آگاهی دارد اما از ابراز احساسات متقابل خودداری می‌کند. کارهای خانم کنتن اغلب او را متعجب و گیج می‌کند اما یادآوری‌های او برای خواننده نشان از فرصت‌های ازدست‌رفته در رابطه‌شان دارد. با این حال، استیونز هرگز قادر به پذیرفتن پیچیدگی احساساتی که نسبت خانم کنتن دارد نیست و فقط تأکید می‌کند که «رابطه حرفه‌ای ممتازی» داشته‌اند. تنها محدودیت‌های موقعیت اجتماعی او نیست که باعث می‌شود از چنین کاری خودداری بورزد بلکه رشد عاطفی (یا عدم‌رشد) هم در آن دخیل است. در مدتی که با هم در سرای دارلینگتون کار می‌کنند، استیونز تصمیم می‌گیرد فاصله‌ای را بین خود و خانم کنتن حفظ کند. این فاصله بیشتر زاییده درک شخصی او از مسئله تشخص است تا جستجو و کشف احساساتی که بین او و خانم کنتن وجود داشته‌است. تنها در ملاقات نهایی این دو است که استیونز به طرز غم‌انگیزی نسبت به فرصت ازدست‌رفته زندگی‌اش با خانم کنتن آگاهی می‌یابد.

### حافظه و دورنما
ایشی‌گورو، مانند دیگر رمان‌هایش، در طول داستان از ساختارهای حافظه و دورنما بهره می‌برد. رویدادهای گذشته از زاویه دید قهرمان اصلی، استیونز روبه‌پیری، روایت می‌شوند. عناصری از دوران گذشته به صورت تکه‌هایی نمایش داده می‌شود که ظاهراً، ناخودآگاهانه توسط استیونز سانسور شده‌اند تا به عنوان شرحی از رویدادهای گذشته آنطور که او می‌خواهد به خواننده عرضه شوند و تلویحاً این مسئله را یادآوری کند که اطلاعات داده شده برداشتی شخصی هستند. گاهی راوی احتمال نادقیقی یادآوری‌هایش را می‌پذیرد و این خواننده را تشویق می‌کند که در صحت اطلاعاتی که استیونز ارائه می‌دهد تردید کند. هرچه بیشتر خواننده با شخصیت استیونز آشنا می‌شود، بیشتر قادر به درک مقاصد پنهانی تکه روایت‌هایی او می‌شود. این وسیله محملی می‌شود برای درگیر کردن خواننده در نگاهی فراتر از حقایق مطرح شده دربارهٔ رویدادهای در دست بررسی و ابزار ادبی هوشمندانه‌ای می‌شود برای نگاهی فراتر از چهره عمومی‌ای که توسط شخصیتی عرضه می‌شود که مبنای وجودی‌اش متکی به ارائه نمایی بی‌عیب و نقص است.

## به فارسی
بازمانده روز به ترجمهٔ نجف دریابندری توسط نشر کارنامه در ایران منتشر شده‌است.

## فیلم
در سال ۱۹۹۳ فیلم سینمایی ساخته شده از روی این کتاب با شرکت آنتونی هاپکینز و اما تامسون در هشت رشته نامزد دریافت جایزه اسکار شد.